# Ocyphron oxyphylla
Ocyphron oxyphylla är en fjärilsart som beskrevs av Edward Meyrick 1921. Ocyphron oxyphylla ingår i släktet Ocyphron och familjen praktmalar, Oecophoridae. Inga underarter finns listade i Catalogue of Life.